# Margitta Pufe
Margitta Pufe, geb. Ludewig, geschiedene Droese (* 10. September 1952 in Gera), ist eine deutsche Leichtathletin, die ab Mitte der 1970er Jahre bis 1980 – für die DDR startend – zu den weltbesten Kugelstoßerinnen und Diskuswerferinnen gehörte. Ihr größter Erfolg ist die Bronzemedaille bei den Olympischen Spielen 1980 in Moskau.

## Erfolge
- 1970, Junioreneuropameisterschaften: Platz 3 im Kugelstoßen, Platz 6 im Diskuswurf
- 1976, Olympische Spiele Platz 6 (19,79 m, unter dem Namen Margitta Droese)
- 1978, Europameisterschaften: Platz 3 im Kugelstoßen (18,06 – 19,59 – 20,28 – 20,58 m – 20,48 – 20,31), Platz 2 im Diskuswurf (63,76 – 63,32 – ungültig – 64,04 m – 63,34 – 63,96)
- 1980, Olympische Spiele: Platz 3 im Kugelstoßen (21,20 m – 21,07 – 20,42 – 20,72 – 20,05 – 20,36), Platz 5 im Diskuswurf (51,72 – 64,84 – 61,24 – 58,70 – ungültig – 66,12 m)

Margitta Pufe startete für den SC Motor Jena und trainierte bei Ingrid Kleppe. In ihrer aktiven Zeit war sie 1,80 m groß und wog 90 kg. Nach dem Ende ihrer Sportlerlaufbahn war sie als Sportbeauftragte beim VEB Carl Zeiss Jena tätig.
| Personendaten    | Personendaten                                          |
| ---------------- | ------------------------------------------------------ |
| NAME             | Pufe, Margitta                                         |
| ALTERNATIVNAMEN  | Droese, Margitta                                       |
| KURZBESCHREIBUNG | deutsche Leichtathletin und Olympiamedaillengewinnerin |
| GEBURTSDATUM     | 10. September 1952                                     |
| GEBURTSORT       | Gera                                                   |